# Sanfedismo

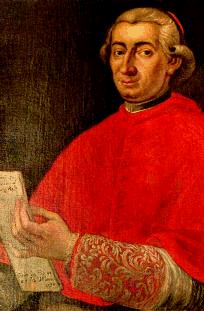
Kardinaal Fabrizio Ruffo di Calabria, oprichter van de beweging

Sanfedismo (van het Italiaans Santa Fede, "Heilig Geloof") was een Zuid-Italiaanse katholieke anti-republikeinse volksbeweging die begin 1799 werd opgericht door prins Fabrizio kardinaal Ruffo di Calabria. De beweging mobiliseerde boeren uit voornamelijk Calabrië tegen de revolutionaire Parthenopeïsche Republiek en leidde uiteindelijk tot de restauratie van het Bourbon-koninkrijk Napels onder Ferdinand I der Beide Siciliën.
De volledige naam luidde Esercito of Armata Cristiana e Reale della Santa Fede in Nostro Signore Gesù Cristo, "Christelijk en Koninklijk Leger van het Heilig Geloof in Onze Heer Jezus Christus". De term Sanfedismo, of - naar zijn aanhangers - Sanfedisti wordt in algemene zin ook gebruikt voor andere volksbewegingen tegen de Franse satellietrepublieken op het Italiaanse grondgebied.
Ruffo rekruteerde zijn manschappen voornamelijk in zijn geboortestreek Calabrië. Ruffo was door Ferdinand aangesteld als zijn stadhouder op het vasteland van Italië, toen beiden waren gevlucht naar Palermo. Van daaruit vertrok Ruffo - zonder wapens en zonder geld - naar Calabrië, waar hij rondtrok met in zijn ene hand de koninklijke banier en in zijn andere hand een crucifix, waarop de woorden In hoc signo vinces stonden geschreven. Het kostte hem slechts een maand om een leger van 17.000 man op de been te brengen, bestaande uit boeren, landlopers, geestelijken en ex-gevangenen. Deze Sanfedisti vochten aan de zijde van de Britse troepen onder aanvoering van Nelson. In juni 1799 kwam er een einde aan de Republiek en werd het koninkrijk hersteld.